# صاموئيل معاذ
صاموئيل معاذ (بالعبرية:שמואל מעוז) ، مخرج سينمائي إسرائيلي، من مواليد 1962م، وأخرج الفيلم الشهير لبنان ، والذي حاز على جائزة أفضل فيلم في مهرجان ليون الفرنسية للأفلام.

## وصلات خارجية
- صاموئيل معاذ على موقع IMDb (الإنجليزية)
- صاموئيل معاذ على موقع مونزينجر (الألمانية)
- صاموئيل معاذ على موقع ألو سيني (الفرنسية)
- صاموئيل معاذ على موقع أول موفي (الإنجليزية)
- صاموئيل معاذ على موقع قاعدة بيانات الأفلام السويدية (السويدية)
- صاموئيل معاذ على موقع قاعدة بيانات الفيلم (الإنجليزية)
- صاموئيل معاذ على موقع كينوبويسك (الروسية)
- IONCINEMA.com interview with Samuel Maoz for Lebanon